# Unité urbaine d'Aubergenville
L'unité urbaine d'Aubergenville est une unité urbaine française centrée sur la commune d'Aubergenville, dans les Yvelines, en région Île-de-France.

## Données générales
Dans le zonage réalisé par l'Insee en 2020, elle est composée de deux communes.
Dans le zonage réalisé en 2010, ces deux communes faisaient partie de l'unité urbaine de Paris.
En 2022, avec 14 976 habitants, elle représente la 6e unité urbaine du département des Yvelines.
En 2021, sa densité de population s'élève à 847 hab/km2. Par sa superficie, elle représente 0,76 % du territoire départemental et, par sa population, elle regroupe 1,01 % de la population du département des Yvelines.

## Composition de l'unité urbaine en 2020
Elle est composée des deux communes suivantes :
| Nom                          | Code Insee | Département | Statut       | Superficie (km2) | Population (dernière pop. légale) | Densité (hab./km2) | Modifier                                    |
| ---------------------------- | ---------- | ----------- | ------------ | ---------------- | --------------------------------- | ------------------ | ------------------------------------------- |
| Aubergenville (ville-centre) | 78029      | Yvelines    | ville-centre | 8,83             | 12 540 (2022)                     | 1 420              | modifier les données · modifier les données |
| Flins-sur-Seine              | 78238      | Yvelines    | banlieue     | 8,61             | 2 436 (2022)                      | 283                | modifier les données · modifier les données |

## Démographie
| 1968  | 1975   | 1982   | 1990   | 1999   | 2010   | 2015   | 2021   |
| ----- | ------ | ------ | ------ | ------ | ------ | ------ | ------ |
| 8 936 | 12 047 | 11 786 | 13 906 | 13 874 | 14 446 | 13 910 | 14 741 |

#### Données générales
- Unité urbaine
- Aire d'attraction d'une ville
- Liste des unités urbaines de France

#### Données démographiques en rapport avec l'unité urbaine d'Aubergenville
- Aire d'attraction de Paris
- Arrondissement de Mantes-la-Jolie

#### Données démographiques en rapport avec les Yvelines
- Démographie des Yvelines